# Sapromyza picea
Sapromyza picea är en tvåvingeart som beskrevs av Shatalkin 1996. Sapromyza picea ingår i släktet Sapromyza och familjen lövflugor. Inga underarter finns listade i Catalogue of Life.